# Курсель-Шоси
Курсе́ль-Шоси́ (фр. Courcelles-Chaussy) — коммуна во французском департаменте Мозель региона Лотарингия. Административный центр вновь созданного кантона Пеи-Месен. До марта 2015 года коммуна административно входила в состав упразднённого кантона Панж.

## Географическое положение

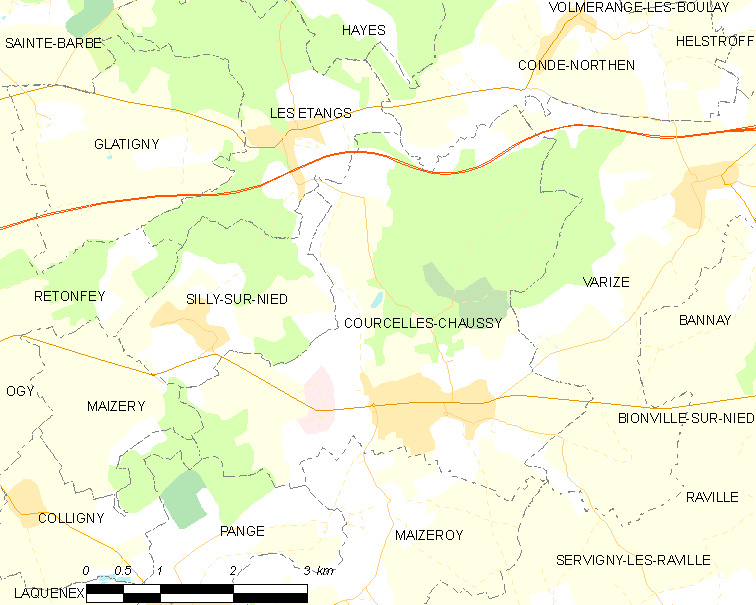
Курсель-Шоси на карте Франции

Курсель-Шоси расположен в 300 км к востоку от Парижа и в 17 км к востоку от Меца.

## История
- В XVI веке деревня входила в сеньорат де Манжан.
- В 1812 году к коммуне был присоединён Понт-а-Шоси.
- После поражения Франции во франко-прусской войне 1870—1871 годов вместе с Эльзасом и департаментом Мозель был передан Германии по Франкфуртскому миру и был частью Германии до 1918 года, когда по Версальскому договору вновь перешёл к Франции.

## Демография
По переписи 2011 года в коммуне проживало 3 049 человек.

## Достопримечательности
- Следы древнеримской усадьбы.

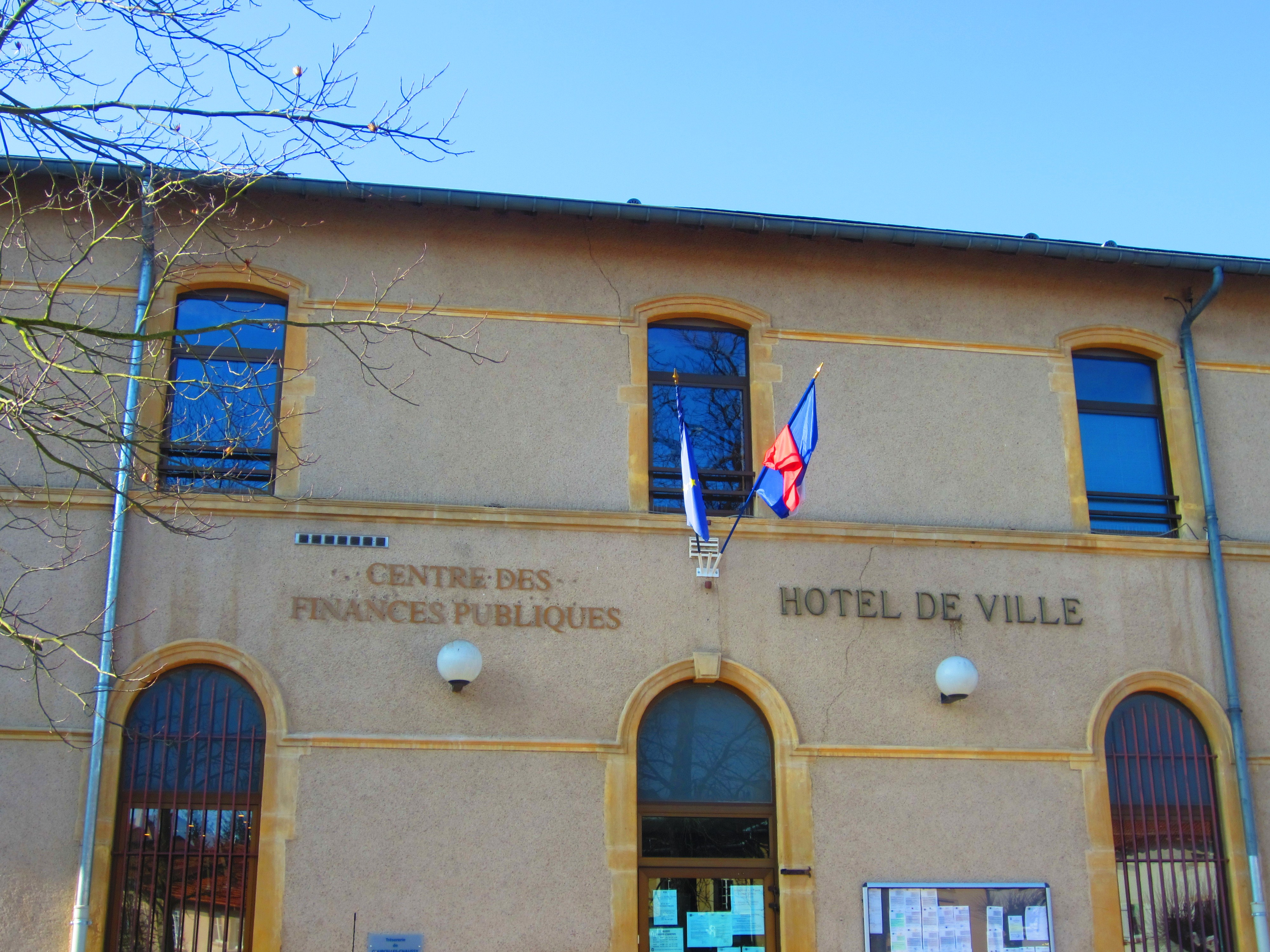
Мэрия

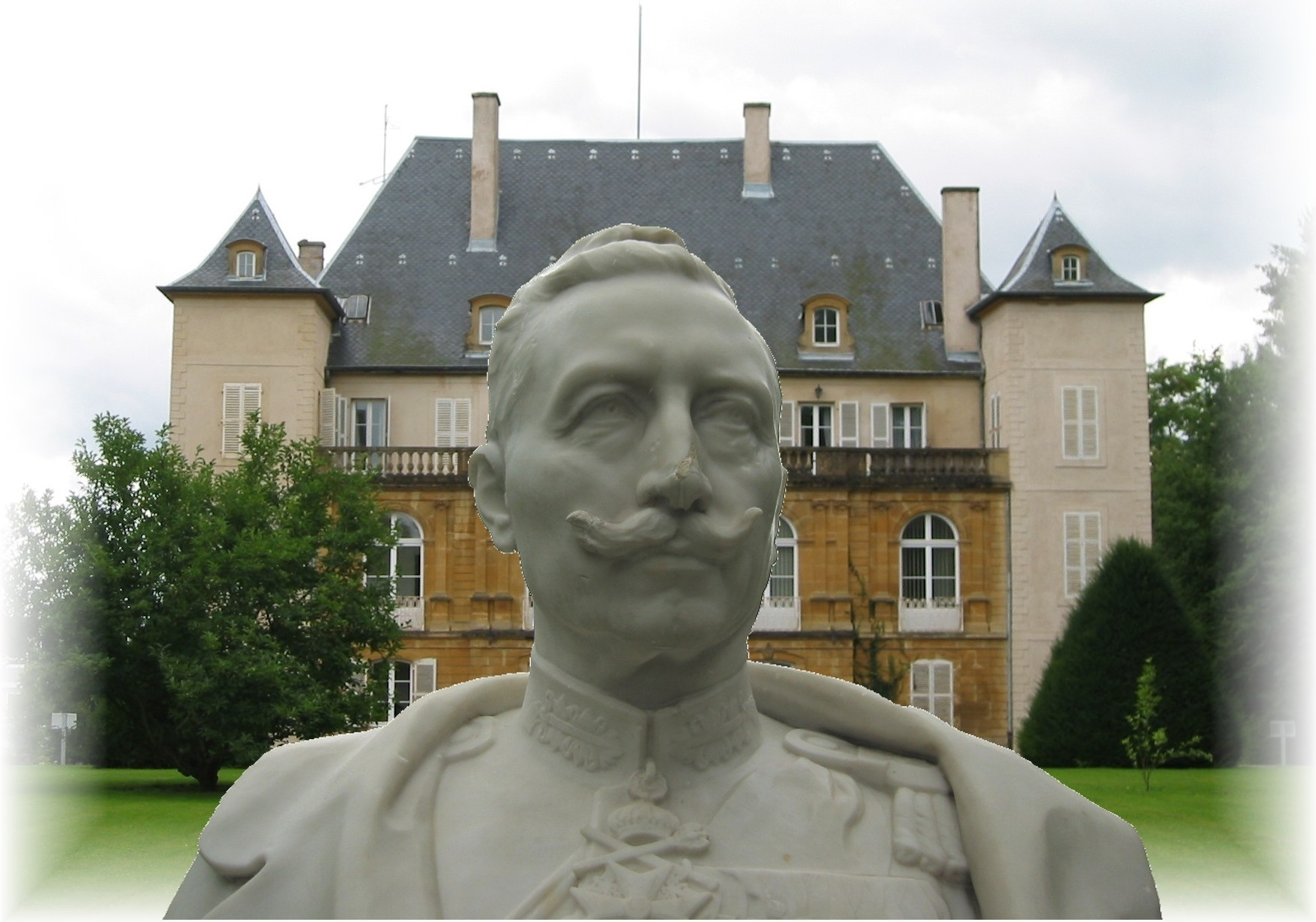
Замок д’Юрвль и памятник императору Вильгельму II.

- Дом Клерван, ныне дом престарелых.
- Замок д’Юрвиль XV века, в котором находилась резиденция императора Германии Вильгельма II.
- Лавуар.
- Замок Ландонвиллер, ныне музей икон.
- Церковь Сен-Реми, XVIII век.